# Klein Quenstedt

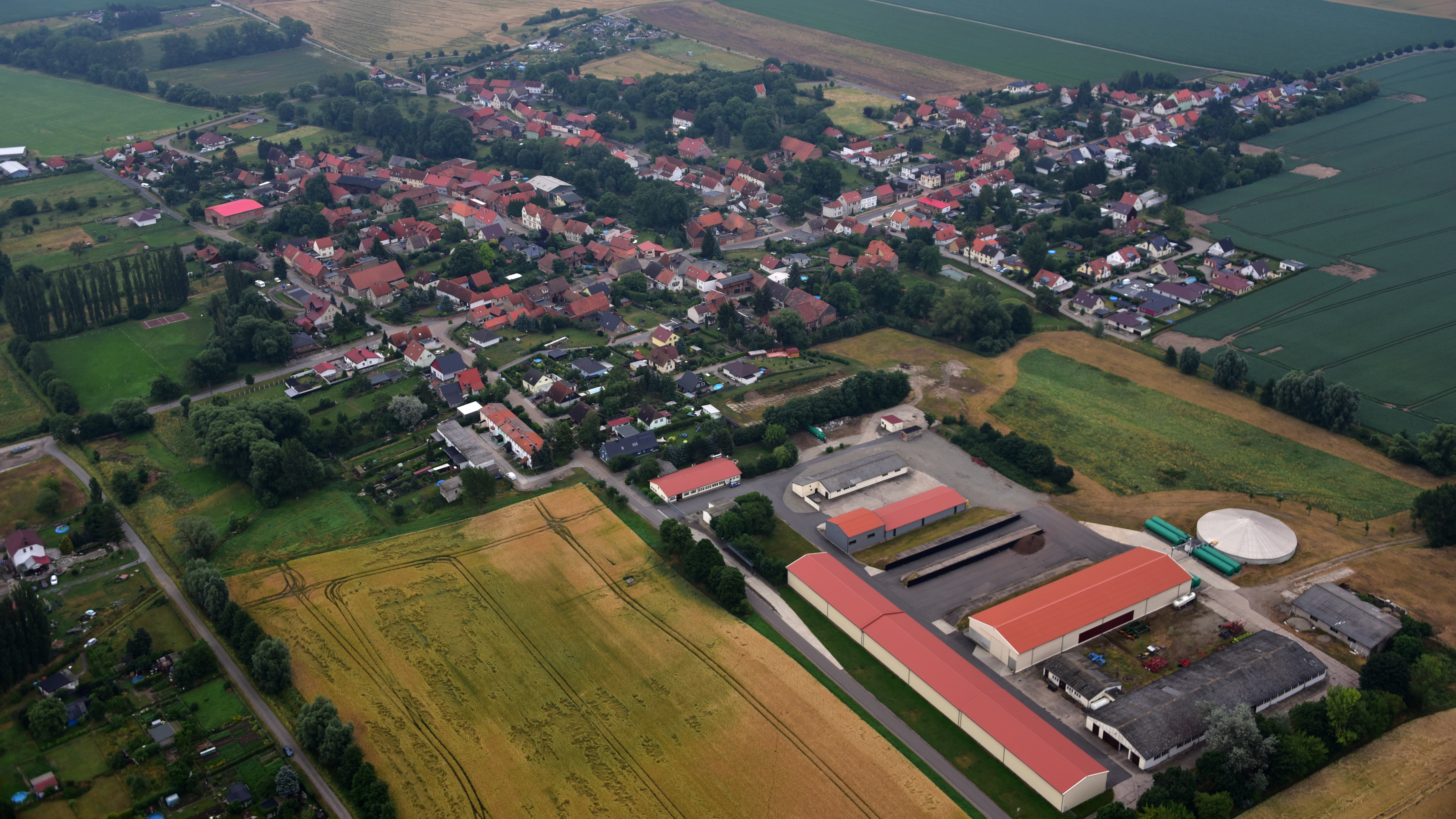
Klein Quenstedt, Luftaufnahme (2017)

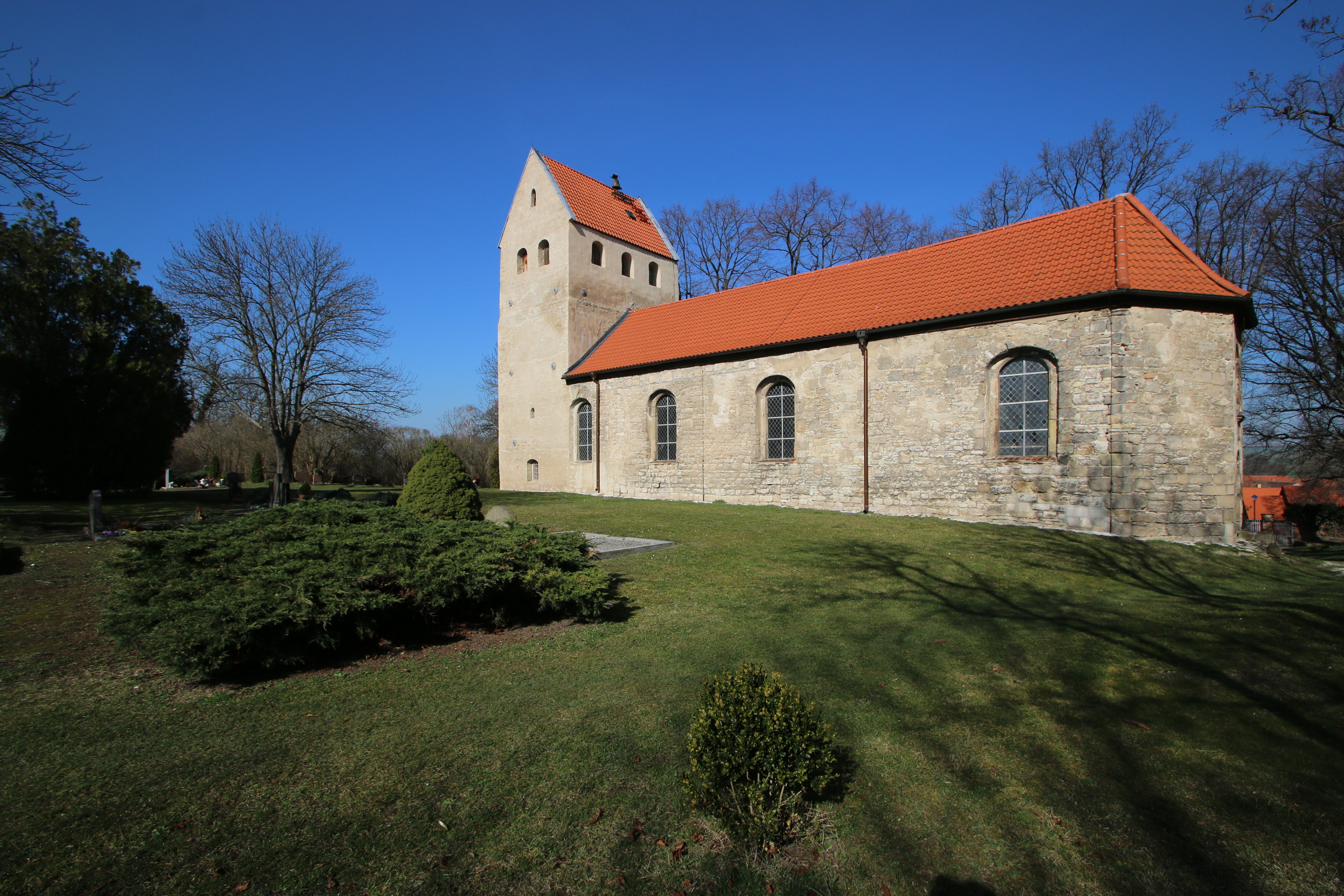
Kirche zum Heiligen Berge Gottes

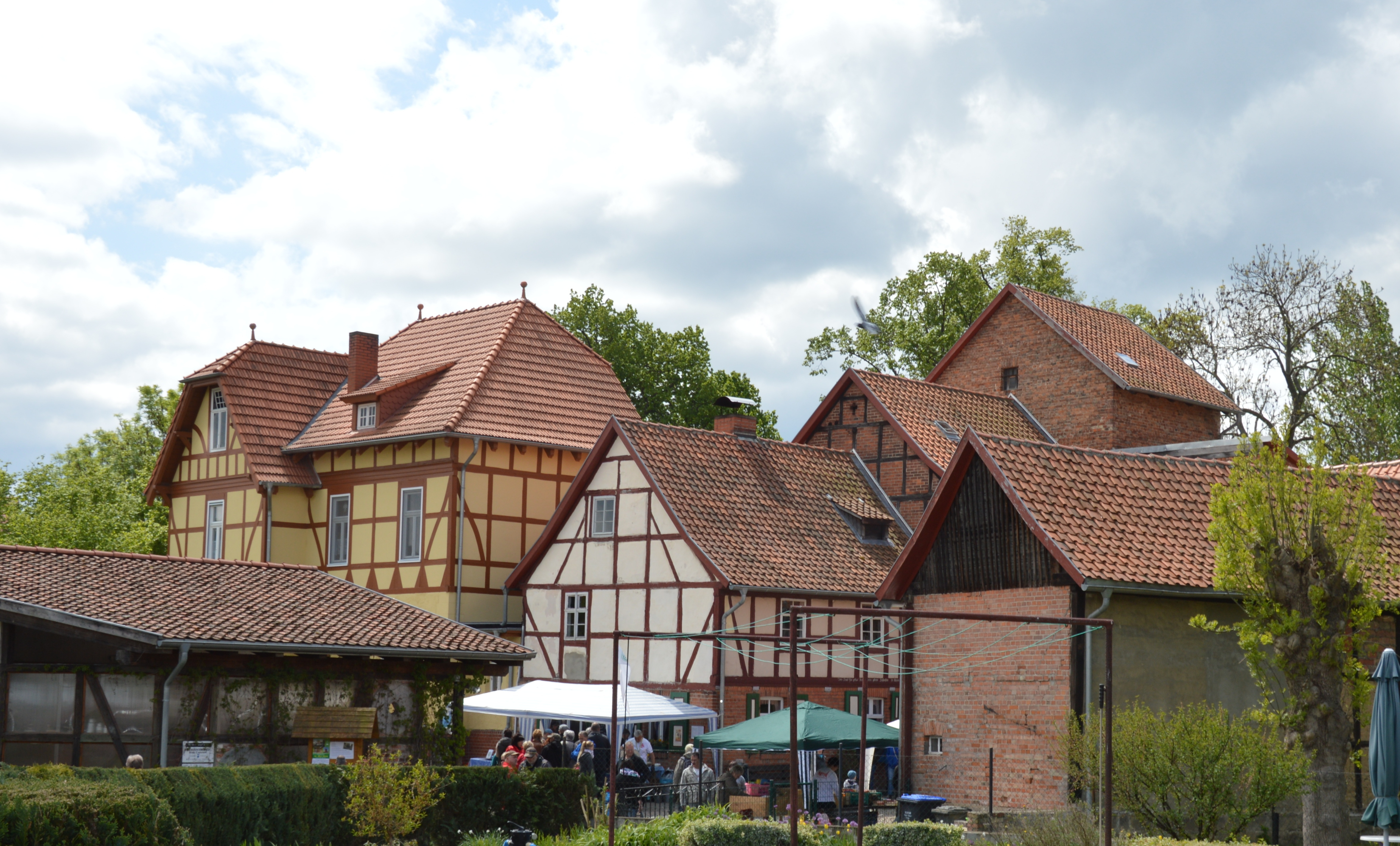
Wassermühle Klein Quenstedt

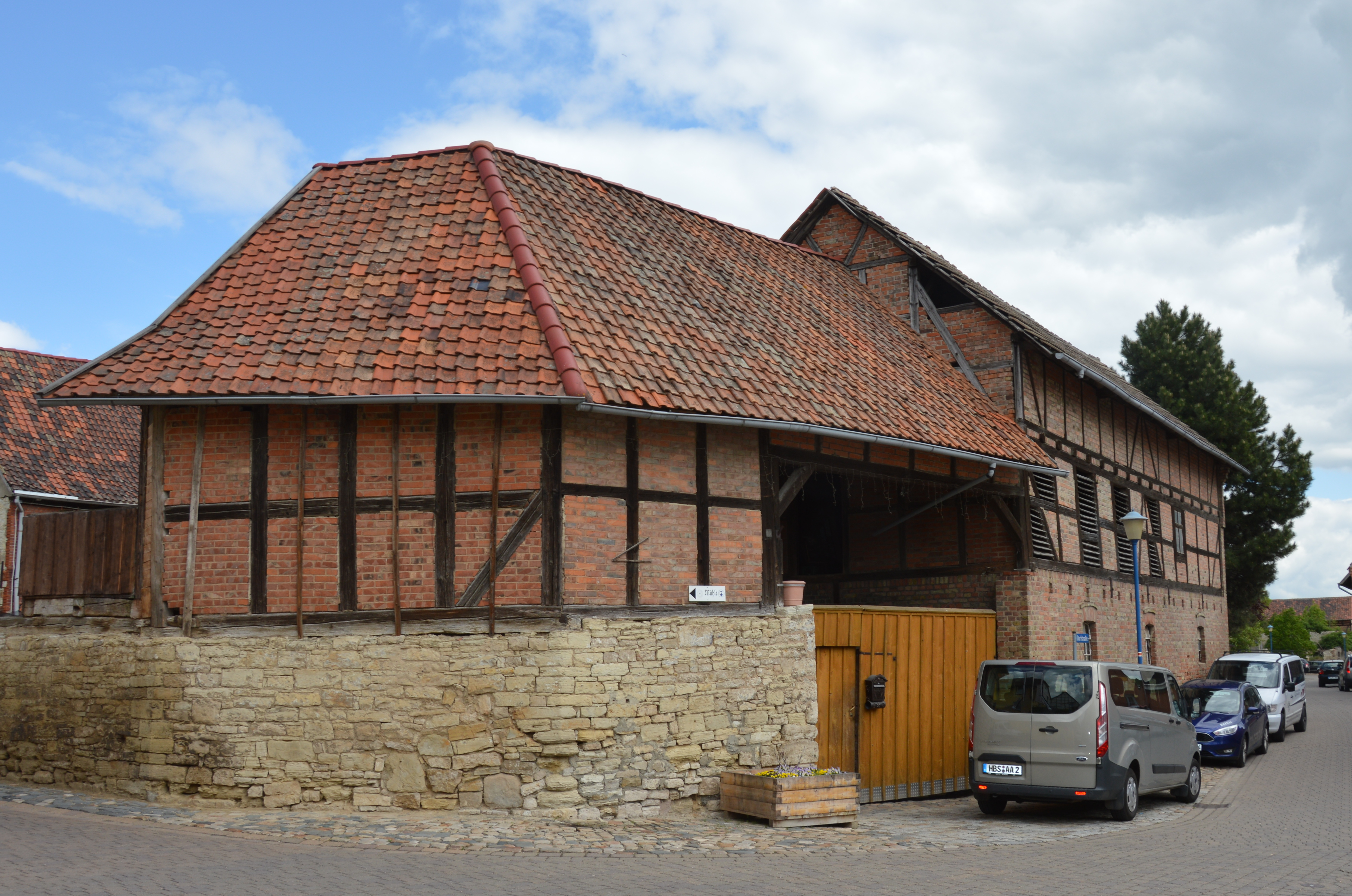
Denkmalgeschützter Hof Plan 16

Klein Quenstedt ist ein Ortsteil der gleichnamigen Ortschaft der Stadt Halberstadt im Landkreis Harz in Sachsen-Anhalt, (Deutschland).

## Geografie
Der Ort liegt nördlich von Halberstadt. Westlich befindet sich Neu Runstedt, östlich Groß Quenstedt. Durch Klein Quenstedt fließen die Bäche Assebach und Runstedter Bach. Nordwestlich des Dorfes verläuft der Höhenzug Huy. Südöstlich der Ortslage verläuft die Bahnstrecke Magdeburg–Thale.

## Geschichte
Die erste urkundliche Erwähnung Klein Quenstedts ist aus dem Jahr 1185 als Wester Quenstedt überliefert. Bischof Dietrich schenkt am 26. April 1185 zwei Hufe dem Halberstädter Dom. Klein Quenstedt gehörte zum Bistum Halberstadt. Der Name soll sich vom germanischen Wort für Kuh, Quena, ableiten. Südöstlich des Dorfes befand sich auf dem Warmholzberg die Burg Witekke, die als Wohnsitz der Familie von Quenstedt diente. In der Folgezeit wurde Klein Quenstedt mehrfach erwähnt. So schenkten die Edlen von Suselitz dem Halberstädter Dom 1186 vier Hufe Acker in Klein Quenstedt. 1197 veräußerte Großvogt Ludolf zwei Hufe in Klein Quenstedt an das Stift Unsere Lieben Frauen. 1236 schenkte Johann der Krämer dem Halberstädter Heilig-Geist-Hospital sieben Morgen in Klein Quenstedt. Überliefert ist, dass das Burchardikloster drei Hufe im Ort besaß. Auch das Jacobikloster besaß nach einer Urkunde des Bischofs Albrecht aus dem Jahr 1313 Land in Klein Quenstedt. Aus dem Jahr 1237 stammt die erste urkundliche Erwähnung einer Mühle aus Klein Quenstedt. Die Kirche zum Heiligen Berge Gottes bestand seit 1286.
Der Templerorden verfügte am Ortsrand von Klein Quenstedt über eine feste Wohnbehausung, mit eigener Kirche und zwei Hufen Land. Mit Unterstützung der Tempelritter soll das für Klein Quenstedt problematische Raubrittertum bekämpft worden sein. Am 26. April 1306 veräußerten die Templer ihr Klein Quenstedter Anwesen.
In Klein Quenstedt wurde in besonderem Umfang Kohl für den Bedarf der umliegenden Klöster angebaut. 1391 kam es aufgrund starker Regenfälle zwischen April und Herbst zu einer weitgehenden Missernte mit nachfolgender Hungersnot und bis 1393 andauernder Pestepidemie. Für das Jahr 1489 ist so starker Schneefall überliefert, dass große Bäume abbrachen und es im Frühjahr zu Überschwemmungen kam, die zur Verteuerung der Lebensmittel führte. Im Jahr 1517 zerstörte Hagel und Sturm die komplette Ernte. Ähnliches ereignete sich 1551. Am 18. Juli dieses Jahres ging ein schweres Unwetter mit Hagel, Starkregen und Gewitter am Huy nieder. Die Wasserstände von Runstedter- und Assebach stiegen dadurch stark an und führten zu einer Überschwemmung in Klein Quenstedt, die auch mehrere Häuser zerstörte.
In den Jahren 1563 und 1577 trat erneut die Pest auf. 1564 zählte Klein Quenstedt 60 Haushalte. Im Jahr 1589 wurden für den Ort vier freie und 43 unfreie Hauswirte angegeben. 1597 verzeichnete man ein massenhaftes Auftreten von Hamstern und Mäusen, die ursächlich für eine Missernte wurden. Zugleich brach 1597/98 auch wieder die Pest aus. Im 16. Jahrhundert trieb der Räuber Simon Bingelhelm auch in Klein Quenstedt sein Unwesen.
Während des Dreißigjährigen Kriegs kam es auch in Klein Quenstedt zu Einquartierungen und Zerstörungen. So lagen 1625 zeitweise 5 Regimenter mit 15.000 Personen des Gallas Ifolani im Ort und der Umgebung. Die Lebensmittel und das Vieh der Bevölkerung wurden requiriert, Häuser aus denen nicht abgeliefert wurde bzw. werden konnte, wurden niedergebrannt. Ähnliche Situationen gab es auch in den folgenden Jahren. Die Bevölkerung verarmte und litt Hunger, auch die Pest brach 1636 erneut aus. Besonders schlimm waren dann erneut die Jahre 1638 bis 1643.
1684 gab es eine erneute Missernte, 1686 auch wieder eine Mäuseplage.
Im Jahr 1701 erfolgte die Eingliederung Klein Quenstedts in den brandenburgisch-preußischen Kreis Oschersleben. Wirtschaftlich blieb in Klein Quenstedt die Landwirtschaft und die Fischerei bedeutsam. Neu kam der Anbau von Flachs auf, in dessen Folge auch Ölmühlen entstanden.
Am 24. Juli 1712 kam es nach einem Unwetter mit Starkregen zu einer Überflutung des Ortszentrums, bei dem Vieh ertrank. Größere Unwetter gab es auch 1716, 1729, 1731, 1740 und 1742. Aus dem Jahr 1754 ist eine Viehseuche überliefert, der ein Drittel des Viehbestandes zum Opfer fiel.
Eine urkundliche Erwähnung einer Schule im Ort liegt aus dem Jahr 1746 vor. Sie befand sich vermutlich auf dem Kirch oder Pfahlberg. Im Jahr 1752 wurden für die Gemarkung Klein Quenstedts 437 Grundstückseigentümer genannt.
Während des Siebenjährigen Kriegs zwischen 1756 und 1763 kam es wiederholt zur Einquartierung von Truppen, darunter insbesondere französischen, was wiederum mit großen Lasten für die Bevölkerung, verbunden war.
1794 war der Winter so mild, dass die Bauern bereits im Februar die Felder bestellten. Eine gute Ernte wurde jedoch durch Frost am 25. Mai verhindert. 1801 wurde die Ernte am 26. August durch starken Hagel vernichtet.
Im Zuge der Koalitionskriege gegen Napoleon rückten im Oktober 1806 französische Truppen ein. Am Zusammenfluss von Assebach und Runstedter Bach sollen von ihnen acht preußische Flüchtlinge erschossen worden sein. Es bestanden wieder Einquartierungen und wachsende Armut. Wehrpflichtige wurden in die Armee des neugebildeten Königreichs Westphalen eingezogen, zu dem Klein Quenstedt nun gehörte. 1809 wurden in Klein Quenstedt und den benachbarten Orten Groß Quenstedt und Emersleben insgesamt 1.000 Holländer einquartiert, was eine erhebliche Belastung darstellte. Am 30. Mai 1813 rückten dann mit Preußen verbündete russische Dragoner und Kosaken ein und beendeten die französische Fremdherrschaft. Am 14. November 1813 fand eine Siegesfeier statt, wobei am Gemeindehaus der Preußische Adler angebracht wurde. Nach Kriegsende besserte sich die wirtschaftliche Situation der Bevölkerung deutlich.
Im Jahr 1829 zählte Klein Quenstedt 437 Bewohner. Auf einer Erhebung auf der Ostseite des Dorfes befand sich eine Windmühle.
Die Sommer 1834 und 1836 waren so trocken, dass die Bäche versiegten. Dafür gab es noch am 9. April 1837 einen so starken Schneesturm mitsamt Gewitter, dass der Schnee an der Straße nach Klein Quenstedt sich bis zu drei Metern auftürmte. Ende April einsetzendes Tau- und Regenwetter führte zu erheblichen Überschwemmungen.
1848 wurde in Klein Quenstedt, wie in anderen Gemeinden auch eine Bürgerwehr aufgestellt. In dieser Zeit gewann der Anbau von Zuckerrüben an Bedeutung.

## Politik

### Ortschaftsrat
Als Ortschaft der Stadt Halberstadt übernimmt ein so genannter Ortschaftsrat die Wahrnehmung der speziellen Interessen des Ortes innerhalb bzw. gegenüber den Stadtgremien. Er wird aus neun Mitgliedern gebildet.

### Bürgermeister
Als weiteres ortsgebundenes Organ fungiert der Ortsbürgermeister, dieses Amt wird zurzeit von Thomas Wartenberg wahrgenommen.

### Wappen
| | Blasonierung: „Gespalten von Silber und Rot; vorn drei aufrechte rote Getreideähren, hinten ein silberner Rinderkopf.“ |
| Wappenbegründung: Die Farben des Ortes sind Weiß (Silber) - Rot. Der Schild mit seiner silber-roten Spaltung erinnert an die einstige Zugehörigkeit zum Hochstift Halberstadt, während die Getreideähren und der Rinderkopf die wirtschaftliche Situation des Ortes andeuten. Das Wappen wurde von der Heraldischen Gesellschaft „Schwarzer Löwe“ Leipzig gestaltet und in der Quedlinburger Wappenrolle unter der Nummer QWR II/86022 registriert. | |

## Bauwerke
Im Ort befinden sich 15 im örtlichen Denkmalverzeichnis eingetragene Baudenkmale, darunter die Kirche zum Heiligen Berge Gottes, die im Dorf befindliche Wassermühle, die Riechertsche Mühle, und das Bauernhaus Plan 16.

## Persönlichkeiten
Aus Klein Quenstedt stammte der deutsche Kakteenkenner Carl Knippel, nach dem mehrere Kakteenarten benannt sind.